# ハミルトン・ボイル (第6代コーク伯爵)
第6代コーク伯爵および第6代オーラリー伯爵ハミルトン・ボイル（英語: Hamilton Boyle, 6th Earl of Cork and 6th Earl of Orrery、1730年2月3日 – 1764年1月17日）は、イギリスの貴族、政治家。

## 生涯
第5代コーク伯爵および第5代オーラリー伯爵ジョン・ボイルの次男（長男は1759年没）として、1730年2月3日に生まれた。1748年6月14日にオックスフォード大学クライスト・チャーチに入学、1755年にB.C.L.の学位を修得、オックスフォード大学総長補佐の任期（1762年 – 1764年）中の1763年7月6日にD.C.L.の学位を授与された。
1759年から1760年までチャールヴィル選挙区のアイルランド庶民院議員を務め、1761年イギリス総選挙でウォリック選挙区から出馬して当選した。ただし、グレートブリテン庶民院で発言した記録はなかったという。
1762年11月23日に父が死去すると、コーク伯爵とオーラリー伯爵の爵位を継承した。しかし自身も1764年1月17日に未婚のまま死去したため、異母弟エドマンドが爵位を継承した。